# Koncert włoski
Koncert włoski BWV 971, tytuł oryginalny: Concerto nach Italienischem Gusto – trójczęściowy koncert na klawesyn z dwoma manuałami solo skomponowany przez Johanna Sebastiana Bacha, wydany w 1735 jako pierwsza część Clavier-Übung II. Koncert włoski stał się popularnym utworem wśród pozycji na klawesyn i jest często wykonywany zarówno na klawesynie (z dwoma manuałami), jak i na fortepianie.
Części koncertu:
1. Bez oznaczonego tempa
2. Andante
3. Presto

## Analiza dzieła
Dwie skrajne części Koncertu włoskiego mają żywy charakter i utrzymane są w stylu ritornel. Bach wykorzystał w tych częściach kontrast głosów (opartych na technice kontrapunktu) za pomocą dynamiki forte oraz piano, który można uzyskać na klawesynie dzięki dwóm manuałom. Natomiast środkowa część w tonacji d-moll jest utrzymana w stylu arioso.